# Феррерс, Эдмунд, 6-й барон Феррерс из Чартли
Эдмунд де Феррерс (англ. Edmund de Ferrers; 1386—1435) — английский аристократ, 6-й барон Феррерс из Чартли с 1413 года. Единственный сын Роберта де Феррерса, 5-го барона Феррерса из Чартли, и его жены Маргарет ле Диспенсер. Унаследовал семейные владения и баронский титул после смерти отца. Участвовал в континентальных походах короля Генриха V — в частности, в 1415 году сражался при Азенкуре. Был женат на Хелен де ла Рош, дочери Томаса де ла Роша и Элизабет Бирмингем, и благодаря этому браку приобрёл обширные земельные владения, включая замок Бромвич в Уорикшире. Хелен родила четырёх детей. Это были:
- Эдмунд;
- Уильям, 7-й барон Феррерс из Чартли;
- Маргарет, жена Джона Бошана, 1-го барона Бошана из Поуика[2];
- Джоан, жена Джона Клинтона, 5-го барона Клинтона[3].